# Jaka Hvala
Jaka Hvala (* 15. Juli 1993 in Ponikve) ist ein ehemaliger slowenischer Skispringer. Sein bisher größter Erfolg ist der Doppelsieg (Einzel- und Mannschaftswettbewerb) bei den Juniorenweltmeisterschaften 2013 im tschechischen Liberec.

## Werdegang
Erstmals internationales Aufsehen erregte Hvala, als er sich beim Europäischen Olympischen Winter-Jugendfestival 2009 im polnischen Szczyrk mit dem slowenischen Team um Peter Prevc die Goldmedaille im Mannschaftswettbewerb ersprang. Bei den Juniorenweltmeisterschaften 2010 in Hinterzarten gewann er mit der slowenischen Equipe die Silbermedaille im Mannschaftsspringen.
Am 27. Dezember 2011 konnte er im schweizerischen Engelberg mit Platz zwei erstmals auf das Podium bei einem Continental Cup springen. Knapp einen Monat später konnte er am 20. Januar 2012 im polnischen Zakopane gleich bei seinem Weltcupdebüt als 29. seine ersten beiden Weltcuppunkte erspringen. Bei den Juniorenweltmeisterschaften auf der Kiremitliktepe im türkischen Erzurum errang er im Februar 2012 hinter seinem Landsmann Nejc Dežman die Silbermedaille im Einzelspringen. Am 4. März 2012 sprang er beim im finnischen Lahti als Neunter erstmals in die Top Ten eines Weltcupspringens.
Bei den slowenischen Meisterschaften von der Normalschanze am 6. Oktober 2012 in Kranj sprang Hvala als Zweiter erstmals auf das Podest der nationalen Titelkämpfe. Acht Tage später konnte er dieses Ergebnis auf der neuerbauten Großschanze in Planica wiederholen. Am 30. November 2012 sprang er beim ersten Mannschaftsspringen der Saison 2012/13 im finnischen Kuusamo mit der slowenischen Equipe auf den dritten Rang und erreichte damit sein erstes Weltcuppodium. Am 15. Dezember 2012 erreichte er mit Platz fünf auf der Gross-Titlis-Schanze in Engelberg sein bis dahin bestes Einzelergebnis im Weltcup. Seinen ersten Weltcupsieg mit der slowenischen Mannschaft konnte er am 11. Januar 2013 im polnischen Zakopane erringen. Wenige Wochen später, am 24. Januar 2013, sprang Hvala im tschechischen Liberec souverän zum Titel des Junioren-Weltmeisters. Zwei Tage später gewann er mit der slowenischen Equipe auch das Mannschaftsspringen. Am 13. Februar 2013 sprang Jaka Hvala im Rahmen der FIS-Team-Tour 2013 in Klingenthal zu seinem ersten Einzelweltcupsieg. Bei den Nordischen Skiweltmeisterschaften 2013 in Val di Fiemme belegte er in den Einzelspringen die Plätze 22 von der Normalschanze und 25 von der Großschanze. Mit dem slowenischen Mixed-Team wurde er Achter von der Normalschanze und mit der slowenischen Mannschaft wurde er Sechster von der Großschanze. Er beendete die Saison mit 480 Punkten als 16. des Gesamtweltcups und erzielte damit sein bis dato bestes Ergebnis.
Zum Auftakt der Saison 2013/14 gewann Hvala mit dem slowenischen Team das Mannschaftsspringen in Klingenthal. Im Laufe der Saison erreichte er in den Einzelweltcups nie die besten zehn und kam nicht über Platz zwölf in Engelberg hinaus. In mehreren Wettbewerben verpasste er sogar den Finaldurchgang. Im Gesamtweltcup belegte er mit 84 Punkten den 50. Rang. In der Saison 2014/15 sprang er überwiegend im Continental Cup. Er erreichte dabei zwei Podestplatzierungen als Zweiter in Planica und Titisee-Neustadt sowie weitere Top-Ten-Platzierungen. Er belegte in der Winter-COC-Gesamtwertung den fünften Rang. Ab März 2015 gehörte er dann wieder zur Weltcup-Mannschaft. Bei seinen wenigen Einsätzen verpasste er aber immer die Punkteränge oder er scheiterte bereits in der Qualifikation.
Zu Beginn der Saison 2015/16 sprang er erneut im Continental Cup. Am 24. Januar 2016 erzielte er auf der Großschanze in Sapporo seinen ersten COC-Sieg, nachdem er an den beiden Tagen zuvor schon die Plätze drei und zwei belegte. Nach den COC-Wettbewerben in Sapporo sprang er für den Rest der Saison im Weltcup. Er erreichte dabei mehrfach die Punkteränge mit Platz 20 beim Skifliegen in Vikersund als beste Saisonplatzierung. Im Gesamtweltcup landete er mit 46 Punkten auf dem 46. Rang. In der Saison 2016/17 sprang er während der ersten Stationen noch im Weltcup. Er schaffte es aber nur einmal die Qualifikation für einen Einzelwettbewerb, den er als 49. beendete. Deshalb ging er ab Januar 2017 bis zum Ende der Saison wieder im COC an den Start. Dabei erreichte er zwei Podestplatzierungen als jeweils Zweiter bei den Springen in Erzurum.
Am 19. Mai 2017 zog sich Hvala im Rahmen des ersten Training für die neue Saison 2017/18 eine schwere Knieverletzung zu. Er verpasste daraufhin die komplette Saison 2017/18.
Im Winter 2018/19 trat Hvala vorrangig im Continental Cup an, wo er im März 2019 in Zakopane Zweiter hinter Aleksander Zniszczoł wurde. Daraufhin feierte Hvala beim Skifliegen im heimischen Planica seine Rückkehr in den Weltcup, verpasste mit dem 38. Platz jedoch die Punkteränge.
Im August 2020 gab Hvala sein Karriereende bekannt.

## Erfolge

### Weltcupsiege im Einzel
| Nr. | Datum            | Ort         | Typ         |
| --- | ---------------- | ----------- | ----------- |
| 1.  | 13. Februar 2013 | Klingenthal | Großschanze |

### Weltcupsiege im Team
| Nr. | Datum             | Ort         | Typ         |
| --- | ----------------- | ----------- | ----------- |
| 1.  | 11. Januar 2013   | Zakopane    | Großschanze |
| 2.  | 9. Februar 2013   | Willingen   | Großschanze |
| 3.  | 23. November 2013 | Klingenthal | Großschanze |

### Continental-Cup-Siege im Einzel
| Nr. | Datum           | Ort     | Typ         |
| --- | --------------- | ------- | ----------- |
| 1.  | 24. Januar 2016 | Sapporo | Großschanze |

## Statistik

### Weltcup-Platzierungen
| Saison  | Platz | Punkte |
| ------- | ----- | ------ |
| 2011/12 | 44.   | 066    |
| 2012/13 | 16.   | 480    |
| 2013/14 | 50.   | 084    |
| 2015/16 | 46.   | 046    |

### Grand-Prix-Platzierungen
| Saison | Platz | Punkte |
| ------ | ----- | ------ |
| 2012   | 15.   | 128    |
| 2015   | 19.   | 144    |
| 2016   | 17.   | 137    |
| 2018   | 40.   | 045    |

### Continental-Cup-Platzierungen
| Saison  | Sommer | Sommer | Winter | Winter | Gesamt | Gesamt |
| Saison  | Platz  | Punkte | Platz  | Punkte | Platz  | Punkte |
| ------- | ------ | ------ | ------ | ------ | ------ | ------ |
| 2008/09 | –      | –      | 094.   | 050    | 112.   | 050    |
| 2009/10 | –      | –      | 049.   | 123    | 064.   | 123    |
| 2010/11 | 118.   | 003    | –      | –      | 169.   | 003    |
| 2011/12 | –      | –      | 030.   | 220    | 040.   | 220    |
| 2012/13 | 042.   | 076    | –      | –      | 096.   | 076    |
| 2013/14 | 023.   | 105    | –      | –      | 068.   | 105    |
| 2014/15 | 045.   | 063    | 005.   | 591    | 008.   | 654    |
| 2015/16 | 064.   | 033    | 019.   | 356    | 028.   | 389    |
| 2016/17 | 037.   | 089    | 009.   | 547    | 012.   | 636    |
| 2018/19 | 041.   | 072    | 017.   | 384    | 019.   | 456    |
| 2019/20 | 058.   | 046    | 038.   | 124    | 044.   | 170    |